# امیل والدتویفل
امیل والدتویفل (به آلمانی و فرانسوی: Émile Waldteufel؛ زادهٔ ۱۸۳۷ - درگذشتهٔ ۱۹۱۵) آهنگ‌ساز فرانسوی با تبار آلمانی بود. او به خاطر تصنیف موسیقی برای رقص والس شهرت یافت. والدتویفل ۷۳ والس ساخت. برخی از مشهورترین آثار امیل والدتویفل عبارتند از: «بنفشه‌ها» (Les Violettes) و «اسکیت‌بازان» (Les Patineurs).